# Burkhardt Weiß
Burkhardt Weiß (* 1980) ist ein deutscher Fernsehmoderator, Journalist und Autor.

## Leben
Schon während seines Studiums der Philosophie, Germanistik und Anglistik moderierte er die Fernsehsendung Konsole Köln beim Kölner Regionalsender center.tv.
Durch ein Moderatoren-Casting wechselte er zum WDR und präsentierte dort von April 2006 bis zum 11. Juli 2015 zusammen mit Ulrike Brandt-Bohne, Isabel Hecker, Adrian Pflug, Steffi Terhörst und Klas Bömecke die Wissenssendung Kopfball, die regelmäßig am Sonntagmorgen im Ersten ausgestrahlt wurde.